# إيدي جوردان (كرة سلة)
إيدي جوردان (بالإنجليزية: Eddie Jordan)‏ مواليد 29 يناير 1955 في واشنطن العاصمة، هو لاعب كرة سلة أمريكي أصبح مدرباً بدأ مسيرته الاحترافية في سنة 1977. يبلغ طوله 6 قدم 1 بوصة (1.9 م). اعتزل اللعب في 1984.

## فرق لعب لها
- كليفلاند كافالييرز
- بروكلين نتس
- لوس أنجلوس ليكرز
- بورتلاند ترايل بلايزرز

## روابط خارجية
- إيدي جوردان على موقع إن بي أي (الإنجليزية)
- إيدي جوردان على موقع سبورتس رفرنس (الإنجليزية)
- إيدي جوردان على موقع كلية كرة السلة في سبورتس رفرنس.كوم (الإنجليزية)
- إيدي جوردان على موقع ريلجم (الإنجليزية)
- إيدي جوردان على موقع بروبوليرز (الإنجليزية)
- إيدي جوردان على موقع سبورتس رفرنس (الإنجليزية)
- إيدي جوردان على موقع كلية كرة السلة في سبورتس رفرنس.كوم (الإنجليزية)